# オーギュスト・ルペール
オーギュスト・ルペール (仏：Auguste Lepère、1849年11月30日 - 1918年11月20日) はフランスの版画家、リトグラフ作家、画家、イラストレーター。

## 経歴
彼の父親フランソワ・ルペールは彫刻家であった。パリで生まれたオーギュストはフランソワ・リュードから彫刻を習い、1862年にジョセフ・バーン・スミートンの版画工房に見習いとして入り、そこで1867年まで版画職人として働いた。その後、彼はパリの国立高等装飾美術学校でオラース・ルコック・ド・ボアボードランに師事して絵画を習った。彼はここで版画家のアンリ・パイヤールとウジェーヌ・デテと知り合い、以後生涯にわたって交流を続ける。
普仏戦争に従軍したのちの1872年、彼はアンリ・パイヤールとともに、パリのアベッセ通りに版画工房を設立し、定期刊行物の「ル・モンド・イリュストレ」、「イリュストラシオン」、「ルビュー・イリュストレ」、「ル・マガザン・ピトレスク」のために版画を作成し、ダニエル・ヴィエルジュや、エドモン・モランなどのイラストを版画化した。

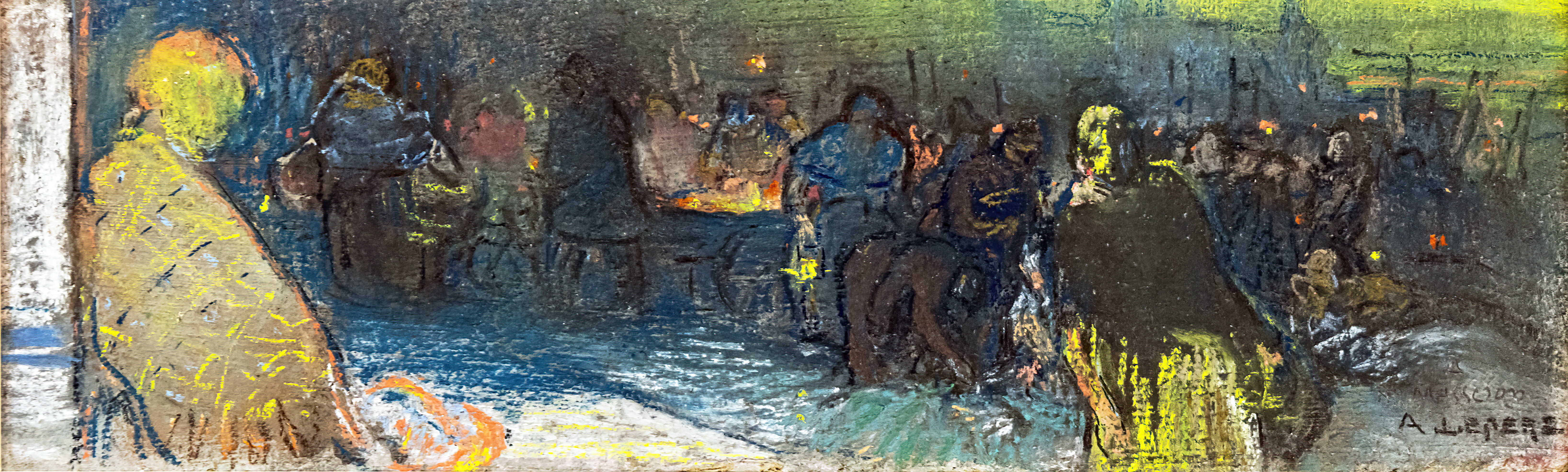
パリの風景（1892年）

当時流行していた多色石版のクロモリトグラフは色彩の追求の頂点に達した末に、渋い灰色の色調が中心となっていた。彼はこうした状況に反する活動をしていた版画家のフェリックス・ブラックモンに同調し、よりプリミティヴでロマンティックな版画を追求し、ジャポニスムにも目を向けた。しかし、版画がイラストや絵画、写真の複製に注力している現状にあって、彼は最初の彫刻家としての活動に回帰した。
1876年から78年まで、彼は陶芸家のフランソワ・ラウリンが主宰するブール=ラ＝レーヌ陶器工房で陶器の絵付けに従事し、陶画家組合にも入った。なお、この間の1877年9月に結婚し、3人の子供が生まれた。1882年には定期的にジュイ＝ル＝ムーティエを訪れて作品のモチーフを描いた。
1888年にはフェリックス・ブラックモン、ダニエル・ヴィエルジュ、トニ・ベルトランとアール・ヌーヴォー運動を推進する雑誌「レスタンプ・オリジナル」の制作に携わり、ベルトランが設立した木版画に特化した雑誌「イマージュ」にもレオン・ラッヘとともに協力した。その一方で、彼はエッチングやリトグラフも製作した。1901年から1905年にかけてはフランス国民美術協会の代表団に加わった。
彼は版画のほか水彩、油彩、パステルも手がけた。私生活では1892年にサン＝ジャン＝ド＝モンに自宅を購入し、シャルル・ミルサンドーと同地の名を冠した画家のグループを作った。また、この地で友人の画家ウージェーヌ・ラヴィエイユとトニ・ベルトランの息子であるアドリアン・ラヴィエイユやジャック・ベルトランらとも交流した。彼は1918年11月20日、ドンムにて娘に看取られて世を去った。
オーギュスト・ルペールの作品は、スウェーデン国立美術館、シカゴ美術館、ネルソン・アトキンス美術館、ヴィクトリア国立美術館、ナショナル・ギャラリー、カナダ国立美術館、クリーブランド美術館、ニューヨーク公共図書館、ヒューストン美術館、オルセー美術館、カルナヴァレ博物館、アルゼンチン国立美術館などの多数の施設に収蔵されている。

## 版画作品

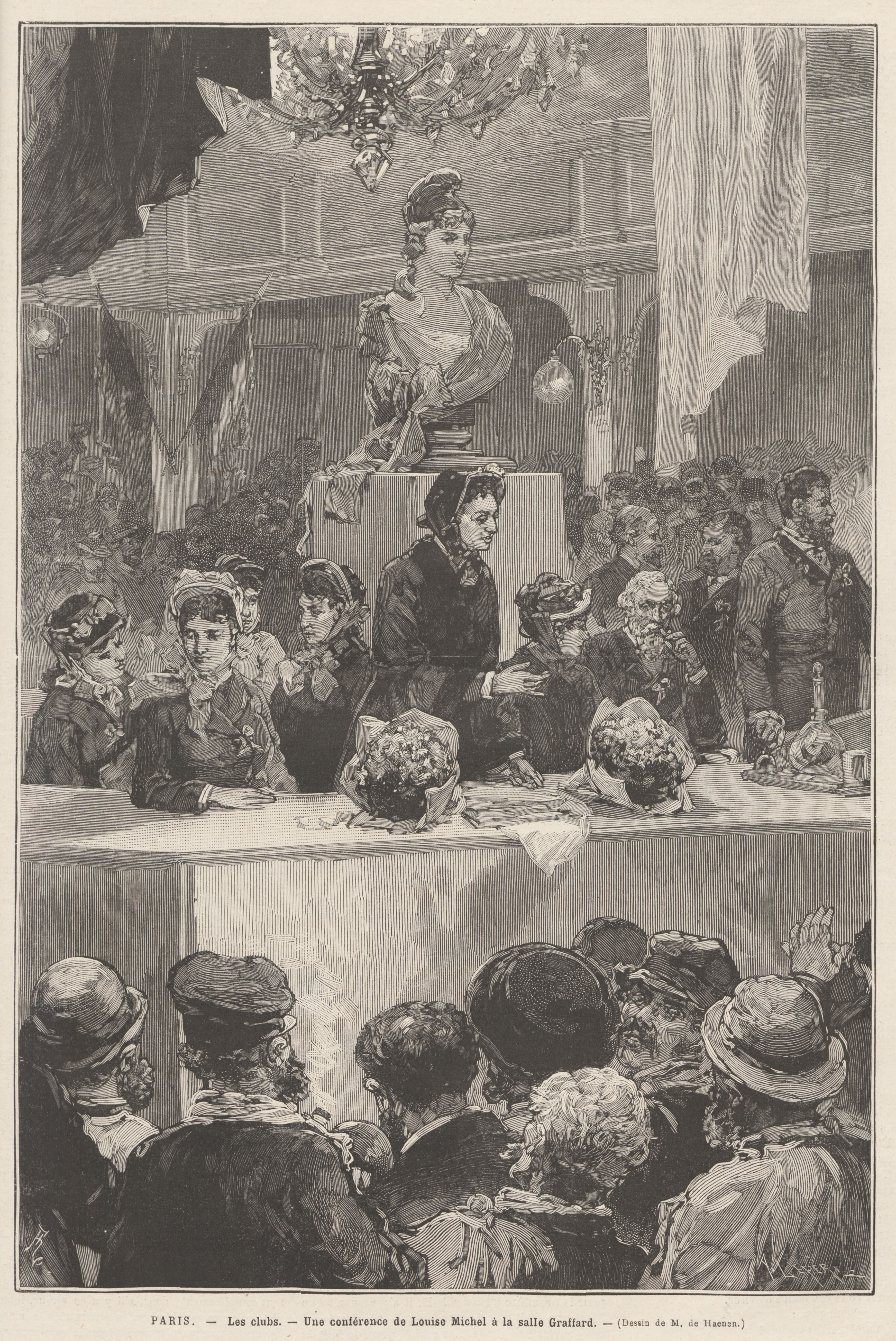
サル・グラファールでのルイーズ・ミシェル
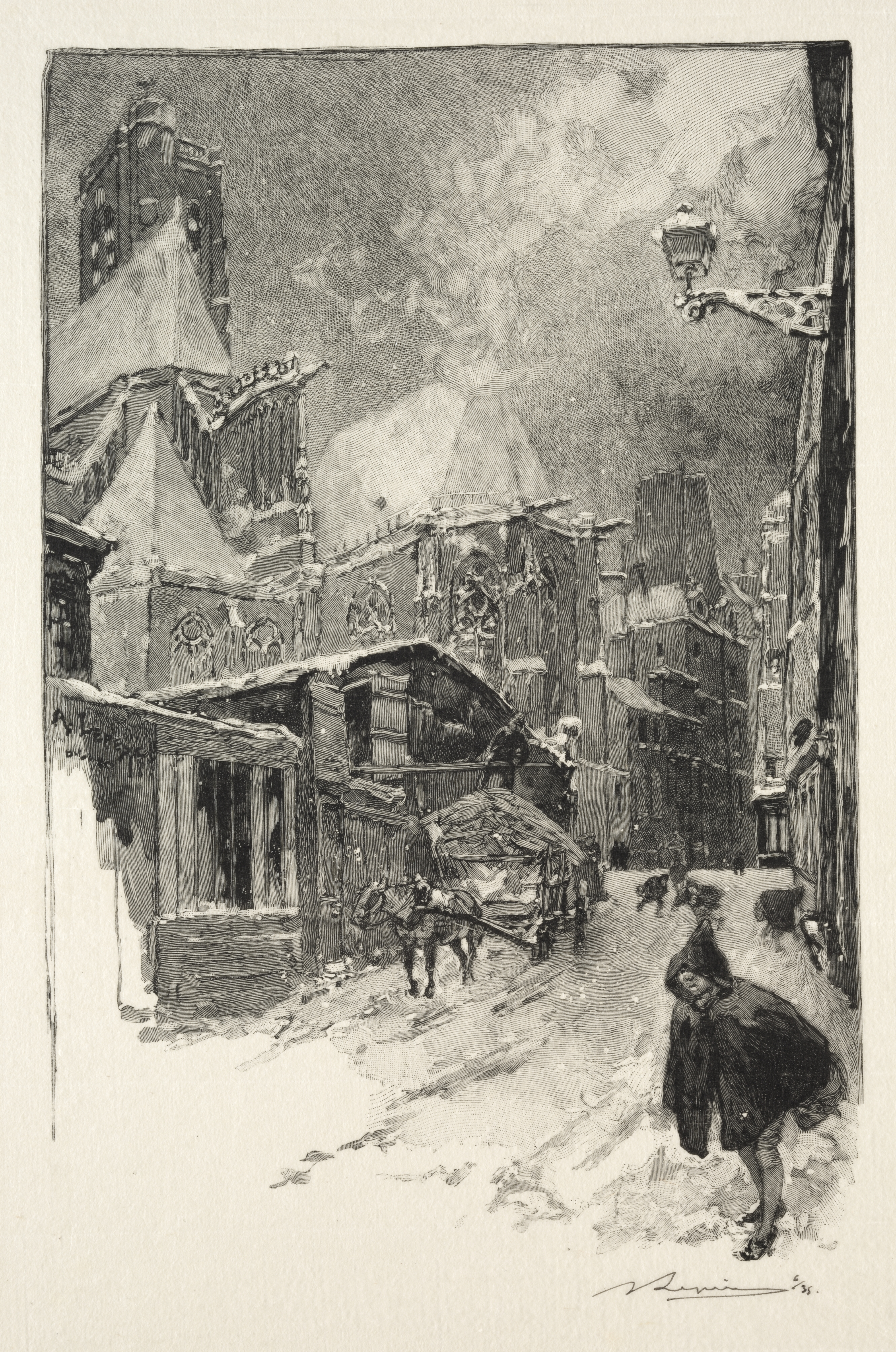
バル通り
家の解体
ビクトリア・ホテル
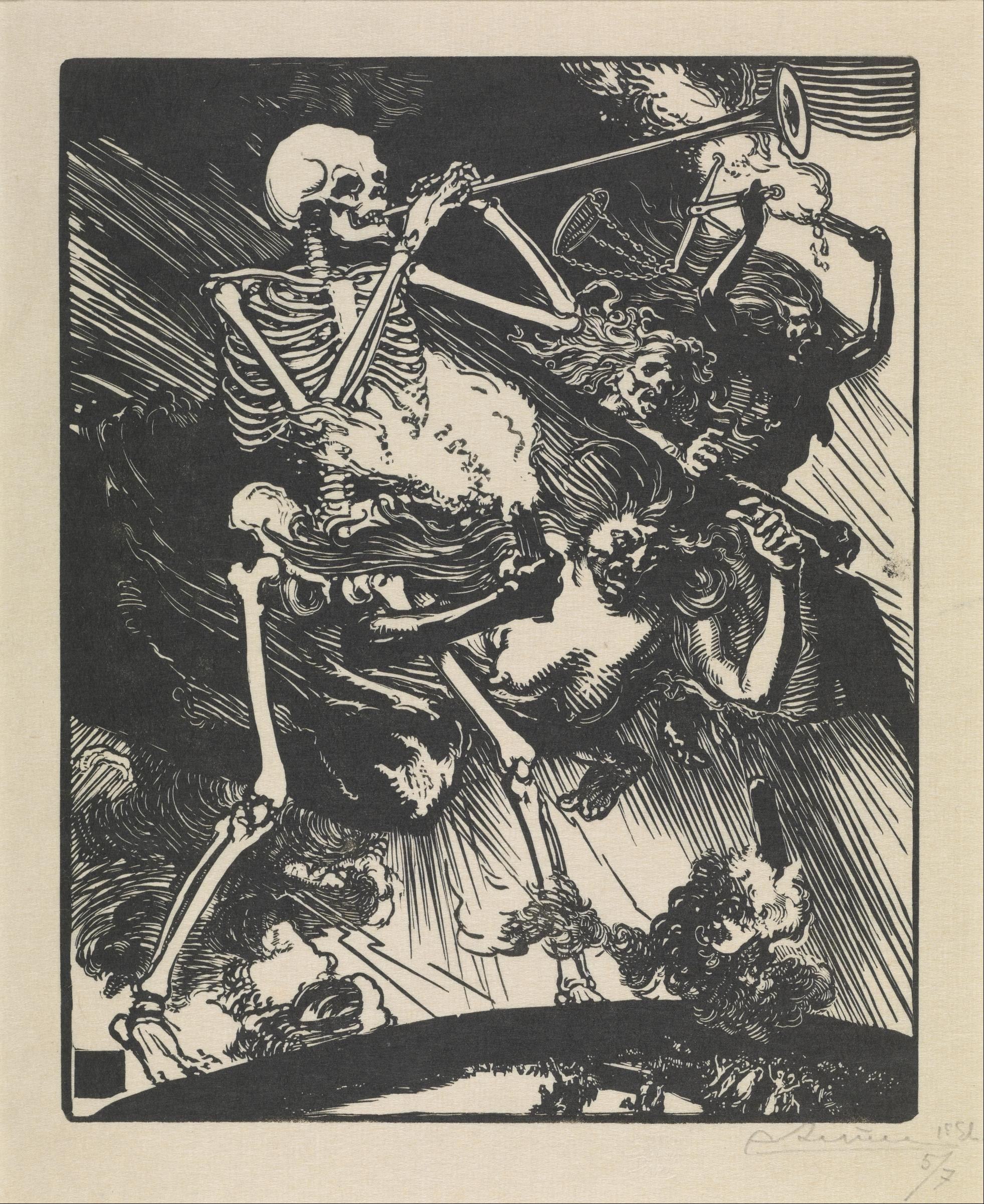
死と情熱が世界に降り注ぐ
ドックの農民たち、パリ
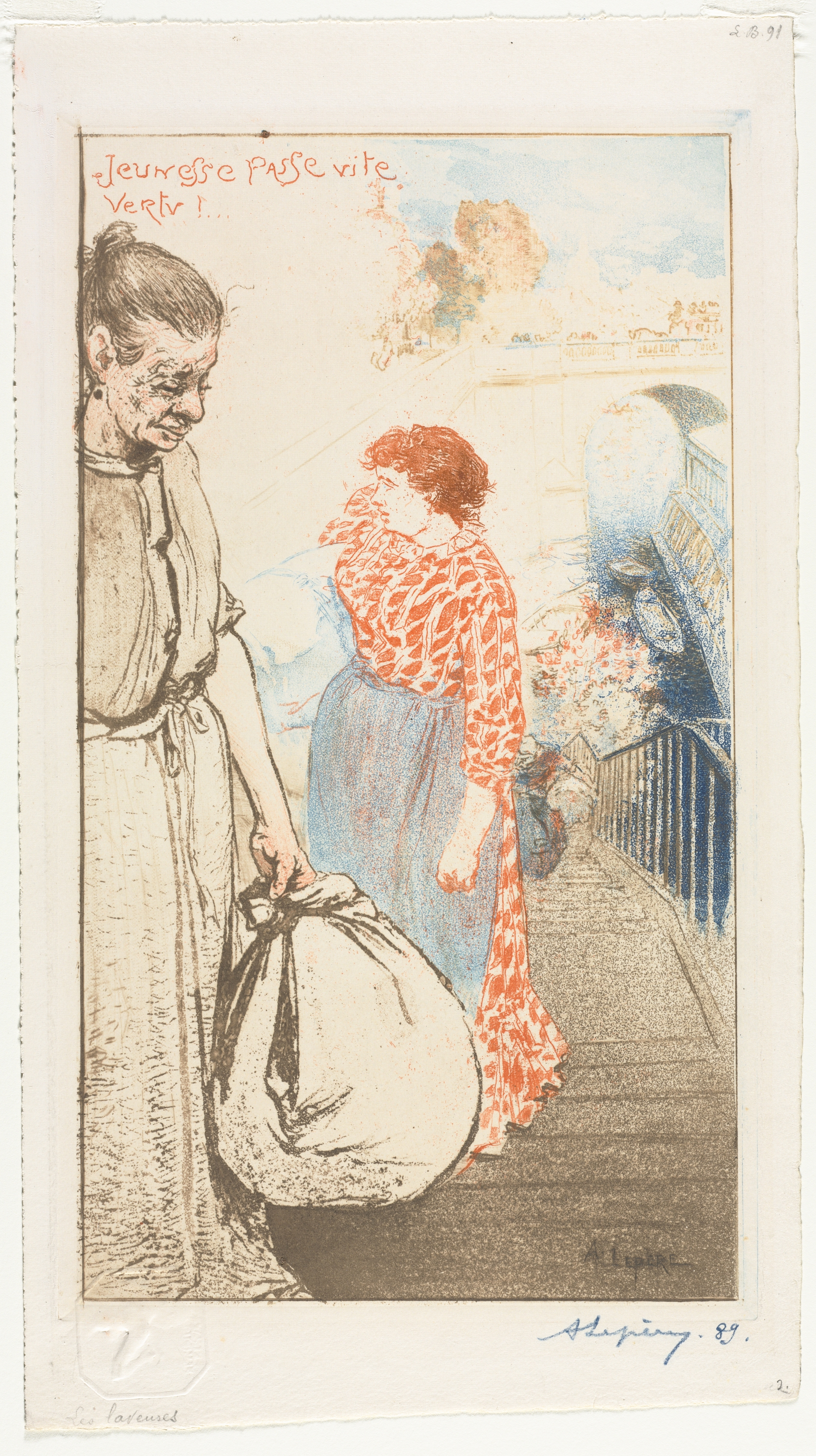
洗濯女